# Дзензур
Дзензу́р — стратовулкан в южной части Камчатки. Входит в Дзензур-Жупановскую группу вулканов и ограничивает её с запада. Абсолютная высота вулкана 2285 м. Вулканический массив Дзензура состоит из собственно конуса Дзензура и двух конусов, примыкающих к основному с севера и северо-востока. Общая протяженность массива 6 км. На северо-восточном склоне Дзензура находится также небольшой лавовый купол.

## Описание
Основной конус Дзензура сильно разрушен деятельностью ледников и внешне напоминает дугообразный хребет, вытянутый на северо-запад, в центре которого расположен кратер диаметром около километра. Кратер представляет собой ледниковый кар, в некоторых частях заполненный лавовыми потоками.
Формирование вулкана завершилось в верхнем плейстоцене, в голоцене Дзензур возобновлял свою деятельность — на восточных и северо-восточных склонах возникли экструзии и побочные шлаковые конусы. Лавовые потоки Дзензура, по всей видимости, достигали русла реки Жупановой. Исторических извержений вулкана неизвестно. Строение массива заметно отличается в различных его частях: на юге и юго-западе развиты лавовые, а на севере и северо-востоке — пирокластические и пролювиальные отложения. В основании вулкан сложен лавами, в средней части преобладает пирокластика, в верхней части снова появляются лавы. Основная часть пород представлена андезитами, андезито-базальты отмечаются в верхней и нижней части разреза.
Современная геотермальная активность проявляется в юго-восточной части вулкана, где расположены фумаролы и грязеводный котёл размером 5×20 м. Температура воды в котле достигает 85-90 °С. Вблизи вулкана также расположены Дзензурские и Краеведческие горячие источники.

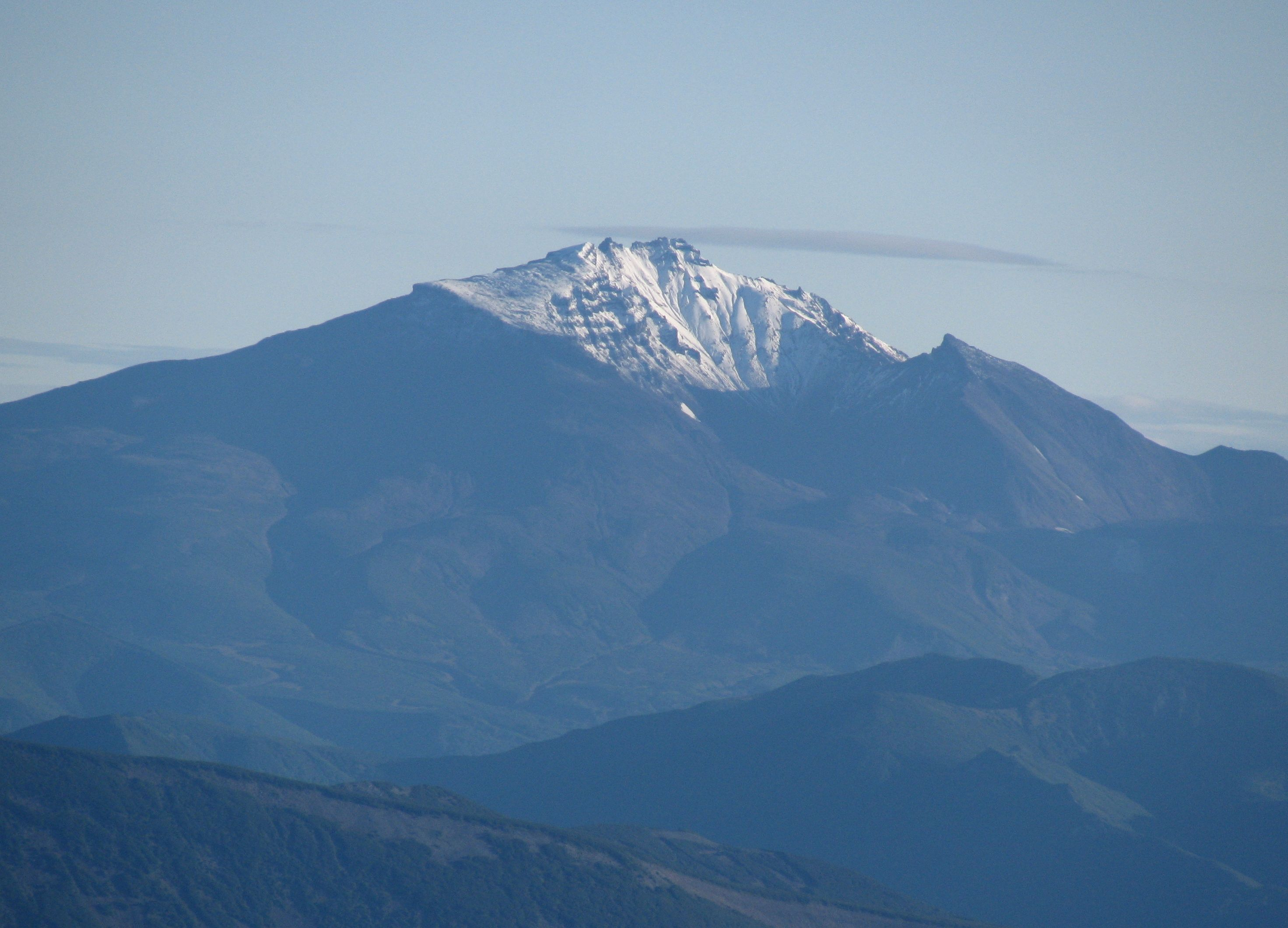
Вулкан Дзензур. Вид со склонов Авачинской сопки